# 贝尔加西利亚斯瓦赫拉
贝尔加西利亚斯瓦赫拉，是西班牙拉里奥哈自治区的一个市镇。总面积10平方公里，总人口29人（2001年），人口密度3人/平方公里。